# Miss Masque
Miss Masque es una luchadora contra el crimen enmascarada ficticia. Apareció originalmente en cómics publicados por Nedor Comics, y luego fue revivida por AC Comics, America's Best Comics y Dynamite Entertainment.

## Nedor Comics
Miss Masque es la identidad secreta de Diana Adams, una joven socialité que decide luchar contra el crimen y la injusticia disfrazada. Miss Masque no tiene superpoderes, pero confía en su ingenio y en un par de pistolas. Su traje original era un vestido rojo con minifalda, sombrero, guantes y capa rojos y una máscara de dominó; emblemas de doble "M" amarilla en su pecho y sombrero completaban el conjunto. Una versión posterior del traje tenía el abdomen descubierto y mangas más cortas.
Miss Masque apareció por primera vez en Exciting Comics #51 de Nedor Comics (septiembre de 1946). También apareció en America's Best Comics (que no debe confundirse con el sello DC Comics), Fighting Yank y Black Terror; su última aparición en la Edad de Oro fue America's Best Comics #31 (julio de 1949).
Según la Enciclopedia de Superhéroes de la Edad de Oro de Jess Nevins, "se enfrenta a asesinos comunes y corrientes, asesinos que se visten como el diablo para hacer su trabajo sucio, promotores de lucha corruptos, el loco cuidador de un museo egipcio, etc."
No hubo ningún escritor o artista acreditado para la primera aparición de Miss Masque. Alex Schomburg y Frank Frazetta proporcionaron arte para apariciones posteriores en las portadas, y Ralph Mayo dibujó a lápiz algunas páginas de presentación.
La carrera del personaje en Exciting Comics finalizó con el número 54 (marzo de 1947), y luego pasó a America's Best Comics desde el número 23 (septiembre de 1947) hasta el número 31 (julio de 1949).

## AC Comics
Miss Masque es uno de los muchos personajes de la Edad de Oro revividos por AC Comics a principios de la década de 1990. La nueva versión debutó en AC Annual #2 (1991). En la continuidad de AC, Diana Adams es una socialité canadiense que visita Nueva Orleans para el Mardi Gras. Habiendo olvidado traer un disfraz para una fiesta, busca uno en una tienda de curiosidades en Bourbon Street. El dueño de la tienda intenta decirle a Adams que el disfraz está poseído por el "espíritu de la justicia". Como Adams tiene prisa, ignora la advertencia, compra el atuendo y se va rápidamente. Cuando la fiesta es interrumpida por ladrones, Adams detiene a los criminales y salva la vida de un compañero de fiesta. Sintiéndose extrañamente satisfecha con la experiencia, decide hacer de la lucha contra el crimen su ocupación de tiempo completo.
En su historia debut en AC Comics, se revela que Miss Masque forma parte de un grupo de luchadores contra el crimen de la década de 1940 que aceptaron ingresar a la Bóveda de los Héroes, una cámara de estasis diseñada para mantener a los héroes en animación suspendida hasta que sean necesarios nuevamente. Ella revive en la década de 1990 y se une a Femforce en su lucha contra el Sudario. Más tarde se convierte en miembro de los Centinelas de la Justicia.
Miss Masque ha aparecido en varios títulos de AC Comics, incluidos Femforce, Good Girl Art Quarterly y su propio cómic homónimo. AC Comics también ha reimpreso varias historias de Miss Masque de la Edad de Oro como parte de sus títulos Golden Age Men of Mystery y Golden Age Greats.

## America's Best Comics/DC
La versión de la Edad de Oro de Miss Masque fue revivida por Alan Moore para sus cómics de Tom Strong, publicados por America's Best Comics (ahora un sello de DC Comics). Moore usó los personajes de Nedor Comics para poblar Terra Obscura, la versión del universo alternativo de la Tierra de Tom Strong. En la historia de Moore, los héroes fueron colocados en animación suspendida en 1969 durante una invasión extraterrestre, y son revividos 30 años después por Tom Strong. Miss Masque hizo su primera aparición en Tom Strong #12 (junio de 2001).
Miss Masque apareció posteriormente en el spin-off de Tom Strong, Terra Obscura, escrito por Peter Hogan a partir de tramas desarrolladas por Hogan y Moore. Ahora, llamándose Ms. Masque, se convierte en miembro del equipo de superhéroes reformado SMASH. El traje de Ms. Masque ha sido modificado, reemplazando la minifalda con un par de pantalones ajustados. Ella está en una relación romántica con Carol Carter, también conocida como Fighting Spirit (hija del fallecido Fighting Yank).

## Dynamirtainment
Miss Masque revivió una vez más como Masquerade en la nueva serie de Ross y Jim Krueger de Dynamite Entertainment titulada Project Superpowers. Esta serie limitada presenta muchos personajes de la Edad de Oro, renovados y actualizados al presente en una historia que muestra la visión de Ross y Krueger sobre el destino de estos héroes.
Masquerade fue una de los superhéroes que apareció después de la Segunda Guerra Mundial, y luego fue atrapada y encarcelada en la Urna de Pandora por el descarriado Fighting Yank. Cuando la Urna se rompe décadas después, ella reaparece (en Project Superpowers #3) en Japón. Su atuendo ha sido alterado drásticamente desde que entró por primera vez a la Urna; ahora usa un abrigo largo rojo y un sombrero de ala ancha con una máscara de dominó y dos soportes para armas, y sufre de amnesia. Ella encuentra a otro héroe, V-Man, y ambos son llevados a Nueva York, ahora Nueva Shangri-La, junto con otros héroes que fueron liberados de la Urna.
Su tiempo en la Urna le ha otorgado poderes literales de enmascaramiento: ahora puede replicar la apariencia de otra persona (aunque el séptimo número de la serie la muestra poseyendo realmente el cuerpo de la otra persona). Además de la apariencia de una persona, Masquerade también obtiene todo su conocimiento, incluidos recuerdos y conjuntos de habilidades. También tiende a creer brevemente que ella es la persona cuya identidad está copiando. Esto hizo también que se enamorara de su compañero de equipo V-Man, después de haber aprendido todo sobre él.
En 2009, Dynamite Entertainment le dio a Masquerade su propia miniserie, que comenzó en febrero y se vinculó con la historia del Project Superpowers. En 2020, apareció en la miniserie Die!namite luchando contra una plaga de zombis. 
Ella, Lady Satan y La Mujer de Rojo tuvieron su propio cómic llamado Scarlett Sisters.